# Rodney Alexander
Rodney McKinnie Alexander (nascido em 5 de dezembro de 1946) é um político norte-americano atualmente filiado ao Partido Republicano. Ele tem sido um membro da Câmara dos Deputados desde 2003. Ele representa um distrito da Louisiana, que abrange 22 paróquias em aproximadamente o quadrante nordeste do estado.
1. ↑  ^ "Louisiana Political Museum and Hall of Fame". lapoliticalmuseum.com. http://www.lapoliticalmuseum.com/2007induction.html. Retrieved January 14, 2010.
2. ↑  ^ "Greg Hilburn, Slavant to run for Alexander's 5th District seat". Monroe News Star, July 3, 2010.